# Fernando Macedo da Silva
Fernando Macedo da Silva Rodilla, meglio noto come Nano (La Coruña, 20 aprile 1982), è un ex calciatore spagnolo, di ruolo centrocampista.

## Caratteristiche tecniche
Nel 2001 è stato inserito nella lista dei migliori calciatori stilata da Don Balón.